# Grèges
Grèges là một xã thuộc tỉnh Seine-Maritime trong vùng Normandie miền bắc nước Pháp.

## Huy hiệu
| Arms of Grèges | The arms of Grèges are blazoned: Per pale gules and vert, a pallet ?raguly? argent between 4 fleurs-de-lys Or. (the centre charge might also be blasoned 'a lopped branch palewise', as it is not what English would describe as 'raguly'. |

## Dân số
| Năm | 1962 | 1968 | 1975 | 1982 | 1990 | 1999 | 2006 |
| --- | ---- | ---- | ---- | ---- | ---- | ---- | ---- |
| Dân số | 323  | 333  | 383  | 594  | 761  | 742  | 796  |
| From the year 1962 on: No double counting—residents of multiple communes (e.g. students and military personnel) are counted only once. |      |      |      |      |      |      |      |